# Villa Europa

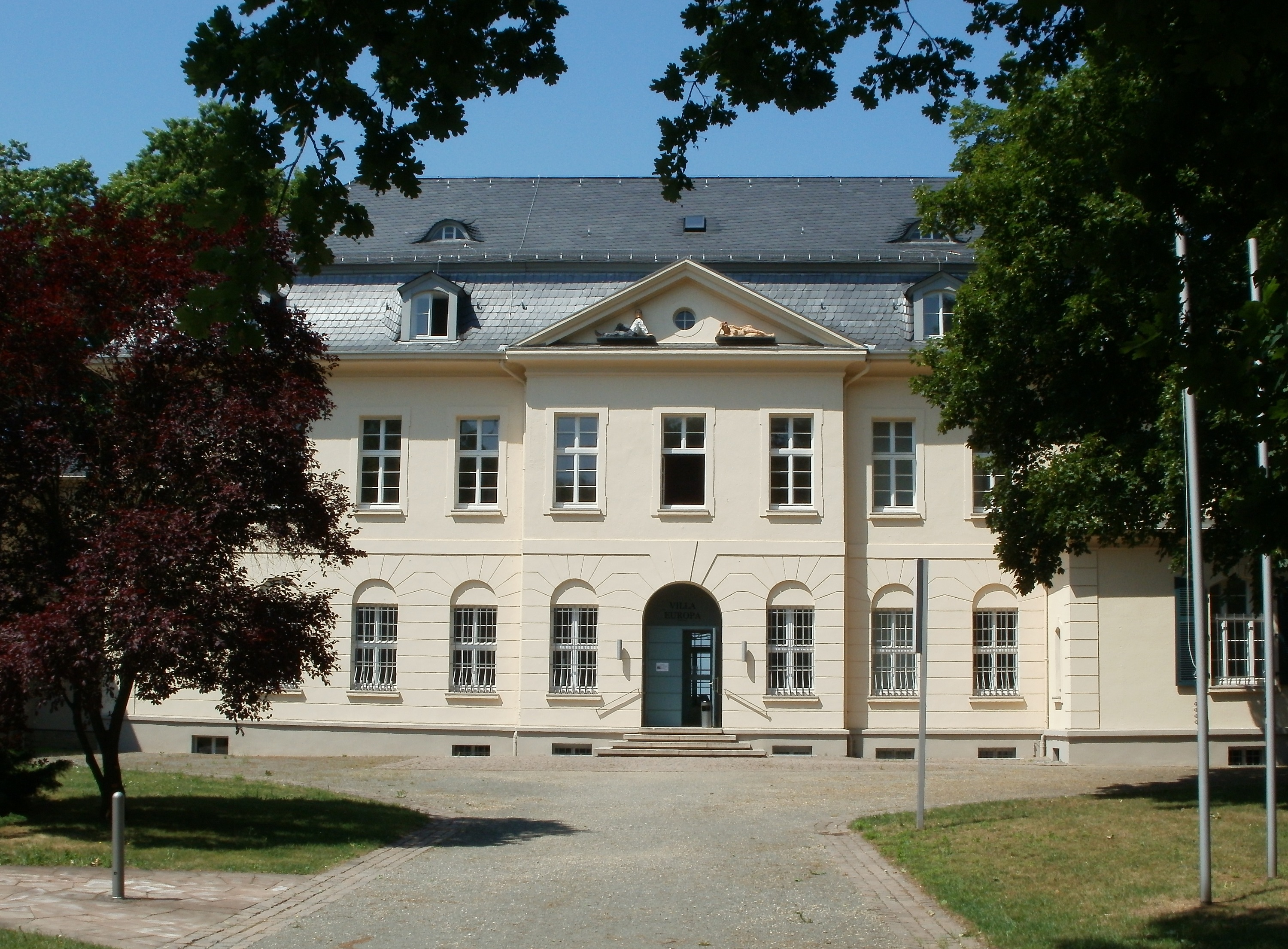
Die Frontseite der Villa Europa

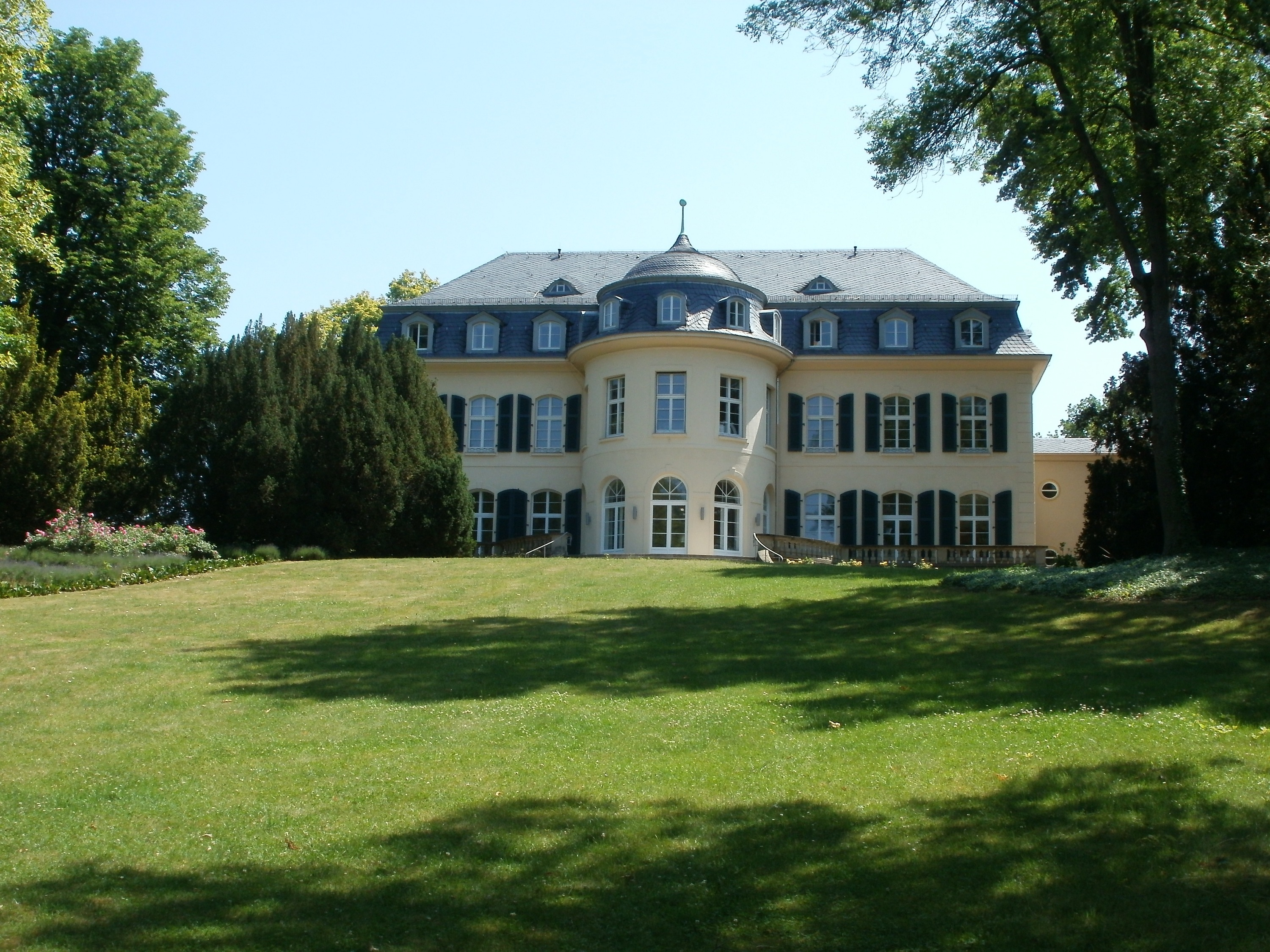
Rückansicht des Altbaus

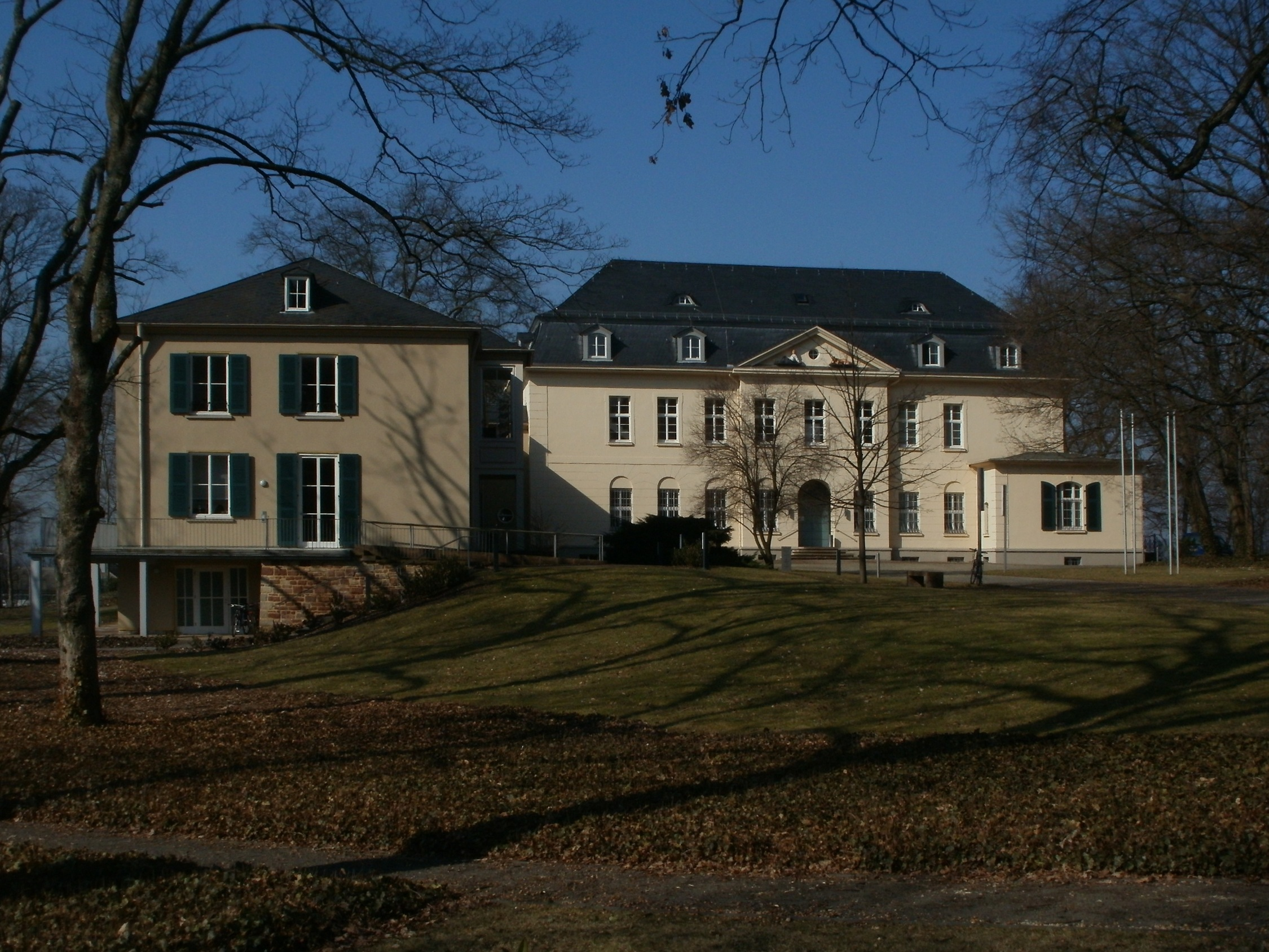
Im Zentrum der Altbau, links der Anbau aus den 1950er Jahren

Die Villa Europa (auch Villa Röchling) ist ein neobarockes Gebäude im Kohlweg 7 im Saarbrücker Ortsteil Rotenbühl. Das Gebäudeensemble steht mit dem dazugehörigen Park unter Denkmalschutz.

## Geschichte
Die ehemalige Villa des Bankiers Eduard Röchling, einem Sohn Carl Röchlings, wurde 1913 nach Plänen der Architekten Karl Brugger und Rudolf Seifert auf einem parkähnlichen Grundstück mit einem kleinen Kutscherhaus errichtet. 1927 wurde das Haus an die Stadt übertragen, die hier ein Kindererholungsheim einrichtete. Nach dem Krieg wurde die Villa zunächst als Altenheim genutzt. Dazu hatte Oberbaurat Paul Seeberger das Haus zwischen 1952 und 1954 umgebaut und das Haupttreppenhaus umgestaltet. Zudem fügte er an das Haus einen langgestreckten, zweigeschossigen Bau an. Nach der Schließung des Altersheims stand das Gebäudeensemble lange Zeit leer. Das Saarland übernahm 1983 die Villa und richtete ein deutsch-französisches Internat ein. Auch dabei wurden Umbauten im Inneren vorgenommen.
Von 2001 bis 2004 stand das Haus erneut leer und wurde dann für 4,9 Mio. Euro saniert. Seit 2006 ist das Haus Verwaltungssitz der Deutsch-Französischen Hochschule.

## Architektur
Die zweigeschossige Villa mit abgewalmtem Mansarddach liegt in Nord-Süd-Richtung in einem großzügigen Park mit altem Baumbestand. Während die Vorderseite von einem Mittelrisalit beherrscht wird, ist auf der Rückseite eine runde Auslucht vor einer großen Terrasse bestimmend für die Fassade. Im Giebelfeld des Mittelrisaliten befindet sich ein Figurenpaar des Bildhauers Stephan Balkenhol (2008). Das Kutscherhaus ist ein Anbau an die Frontseite der Villa im Nordosten. Der schlichte Anbau aus den 1950er Jahren liegt im Südwesten des Altbaus und ist zweigeschossig mit einem flachen Walmdach. Er besitzt gartenseitig nach Süden ein Souterraingeschoss mit Loggia.

## Aktuelle Nutzung
Neben der Verwaltung der Deutsch-Französischen Hochschule sind in dem Hauptgebäude auch das Institut d'Etudes Françaises und das Institut de Langue Française untergebracht. Im Kutscherhaus auf dem Gelände der Villa befindet sich darüber hinaus die zentrale Geschäftsstelle der Universität der Großregion.
Das alte Villengebäude beherbergt drei repräsentative Sitzungssäle sowie eine Bibliothek und ein Bibliotheksmagazin, die Büroräume sind weitgehend im neueren Bau untergebracht.